# Супрунівська сільська рада (Білопільський район)
Супруні́вська сільська́ ра́да — колишній орган місцевого самоврядування в Білопільському районі Сумської області. Адміністративний центр — село Супрунівка.

## Загальні відомості
- Населення ради: 781 особа (станом на 2001 рік)

## Населені пункти
Сільській раді підпорядковані населені пункти:
- с. Супрунівка
- с. Біликівка
- с. Ганнівка-Тернівська
- с-ще Лідине
- с. Першотравневе

## Склад ради
Рада складається з 14 депутатів та голови.
- Голова ради: Боровик Микола Васильович
- Секретар ради: Скоченко Світлана Володимирівна

### Керівний склад попередніх скликань
| Прізвище, ім'я, по батькові | Основні відомості                                                                          | Дата обрання | Дата звільнення |
| --------------------------- | ------------------------------------------------------------------------------------------ | ------------ | --------------- |
| Боровик Микола Васильович   | Сільський голова, 1967 року народження, освіта вища                                        | 26.03.2006   | 31.10.2010      |
| Боровик Микола Васильович   | Сільський голова, 1967 року народження, освіта вища, член політичної партії «Наша Україна» | 31.10.2010   |                 |

Примітка: таблиця складена за даними сайту Верховної Ради України